# A busz (Esztergom)
Az esztergomi A jelzésű autóbusz egy helyi járat, ami a Vasútállomás – Földműves utca – Vasútállomás – Kenyérmező útvonalon közlekedik. A viszonylatot a Volánbusz Zrt. üzemelteti.

## Története
2011. április 4-én a Vértes Volán felmondta Esztergom város önkormányzatának a helyi buszjáratok üzemeltetését, mivel a város három évig nem fizetett a buszok közlekedéséért. A három havi felmondási idő lejártával, július 3-ai üzemzárással leállt Esztergomban a helyi autóbusz-közlekedés. Ezzel megszűnt az 1-es busz, emellett a város további öt helyi járata (3, 4, 6, 7, 9). Az 1-es busz a helyi közlekedés leállásáig a Vasútállomás és a Bánomi lakótelep, néhány menetnél pedig a Suzuki gyárig vagy a Vaskapuig közlekedtek.
2011 decemberétől a Tesco-busz látta el a helyi közlekedést. 2014. február 1-jén újraindult az esztergomi 1-es busz a vasútállomás és a Bánomi lakótelep között.
2016. március 1-jétől az 1-es busz az erdőgazdasághoz is betért, emellett elindult a 111-es busz, mely a 11-es 7 órakor induló járatát helyettesítette az erdőgazdaság érintésével.
A 2023-ban új hálózatot hoztak létre a városban, mely által új számozások keletkeztek, a régiek eltűntek. A néhai 1-es busz "A" jelzésű autóbusszá változott és újragondolt útvonalon közlekedik, mint ahogy az összes többi esztergomi vonal.

## Útvonala
Esztergom vasútállomásáról indul. Északi irányban indul el, a Sugár majd Dobogókői és a Petőfi Sándor utakon halad. A város kórházánál a Babits Mihály úton folytatja útját, azután az Irinyi János utcára kanyarodik. A Bánomi úton éri el a vaskapui kereszteződést, ahová járatainak nagyrésze ki is tér. A Földműves utca a 11-es főúttal párhuzamosan halad, a busz a Szent István térnél fordul ki a főútra. Következőnek a 111-es főúton éri el ismét a vasútállomást, majd az Áchim András utcán jut el ismét a Dobogókői útra. Egészen a kertvárosi elágazásig azon is marad, ott jobbra fordul és egyenesen robog a 117-es főútig. A Damjanich utcán halad az itt megtalálható vasútállomáshoz, mely után következő megálló a vonal végállomása.

### Kivételek
- Munkanapokon 5 indítás érinti a vasútállomástól nyugatra található Lázár Vilmos utcát.
- Naponta 2 indítás nem érinti a Vaskaput.
- Tanítási napokon 1 indítás érinti a Szigetet.

## Közlekedése
Naponta 5 órától 22 óráig óránként van indulása.

## Megállóhelyei
| 0                                  | Vasútállomás végállomás               | 0  | 0.0 km  | B, C, D, E, G, H, N, P, T, V 223, 1721, 1784, 1853 800, 802, 803, 804, 805, 808, 809, 812, 819, 822, 823, 824, 825, 836, 837, 845, 846, 847, 852, 853, 854, 862, 863, 880 Esztergom > S72 G72 Z72 S74 |
| Munkanapokon 5 indítás érinti.     |                                       |    |         | |
| ∫                                  | Baross Gábor utca                     | ∫  | ∫       | B, C, D, G, H, N, P, T 803, 804, 805, 809, 812, 819, 823, 824, 825, 836, 837, 845, 846, 847, 852, 853, 854, 862, 863                                                                                  |
| ∫                                  | Lázár Vilmos utca                     | ∫  | ∫       | B |
| ∫                                  | Táti út                               | ∫  | ∫       | B, T 814, 817, 819 |
| ∫                                  | Baross Gábor utca                     | ∫  | ∫       | B, C, D, G, H, N, P, T 803, 804, 805, 809, 812, 819, 823, 824, 825, 836, 837, 845, 846, 847, 852, 853, 854, 862, 863                                                                                  |
| ∫                                  | Vasútállomás végállomás               | ∫  | ∫       | B, C, D, E, G, H, N, P, T, V 223, 1721, 1784, 1853 800, 802, 803, 804, 805, 808, 809, 812, 819, 822, 823, 824, 825, 836, 837, 845, 846, 847, 852, 853, 854, 862, 863, 880 Esztergom > S72 G72 Z72 S74 |
| 1                                  | Baross Gábor utca                     | 1  | 0.4 km  | B, C, D, G, H, N, P, T 803, 804, 805, 809, 812, 819, 823, 824, 825, 836, 837, 845, 846, 847, 852, 853, 854, 862, 863                                                                                  |
| 2                                  | Sugár út                              | 2  | 0.6 km  | B, N, P 862, 863 |
| 3                                  | Kálvária út                           | 3  | 1.1 km  | B, N, P 862, 863 |
| 4                                  | Petőfi Sándor utca (belvárosi temető) | 4  | 1.5 km  | B, G, H, N, P, T 803, 804, 809, 812, 819, 823, 824, 825, 836, 837, 845, 846, 847, 852, 853, 854, 862, 863                                                                                             |
| 5                                  | Kórház                                | 5  | 1.8 km  | B, G, H, N, P, T 803, 804, 809, 812, 819, 823, 824, 825, 836, 837, 845, 846, 847, 852, 853, 854, 862, 863                                                                                             |
| 6                                  | Irinyi utca                           | 6  | 2.4 km  | – |
| 7                                  | Bánomi út (Hild József utca)          | 8  | 3.2 km  | B, G, N, T 809, 812, 819, 823, 824, 825, 853, 854 |
| 8                                  | Vaskapui út                           | 9  | 3.5 km  | B, G, T 809, 812, 819, 823, 824, 825, 853, 854 |
| Naponta 2 indítás nem érinti.      |                                       |    |         | |
| 9                                  | Vaskapu                               | 11 | 4.3 km  | B |
| 10                                 | Földműves utca                        | 14 | 5.4 km  | B, C, D, E, G, N, P, T 804, 805, 809, 812, 814, 817, 819, 823, 824, 825, 837, 845, 847, 853, 854, 863, 880                                                                                            |
| 11                                 | Honvédtemető utca                     | 15 | 5.7 km  | B, C, P 805, 837, 845, 847, 863 |
| 12                                 | Klapka tér                            | 16 | 6.1 km  | B, C, P 805, 837, 845, 847, 863 |
| 13                                 | Szent István tér (Bazilika)           | 17 | 6.5 km  | B, C, P 805, 837, 845, 847, 863 |
| 14                                 | Bajcsy-Zsilinszky utca                | 18 | 7.1 km  | B, C, D, G, N, P, T 803, 804, 805, 808, 809, 812, 814, 817, 819, 823, 824, 825, 837, 845, 847, 853, 854, 863                                                                                          |
| 15                                 | Rákóczi tér                           | 19 | 7.4 km  | B, C, D, E, G, H, N, T 803, 804, 805, 808, 809, 812, 814, 817, 819, 823, 824, 825, 836, 837, 845, 846, 847, 852, 853, 854, 880                                                                        |
| Tanítási napokon 1 indítás érinti. |                                       |    |         | |
| ∫                                  | Sziget                                | ∫  | ∫       | B |
| 16                                 | Arany János utca                      | 20 | 7.8 km  | B, C, D, E, G, H, N, T 803, 804, 805, 808, 809, 812, 814, 817, 819, 823, 824, 825, 836, 837, 845, 846, 847, 852, 853, 854, 880                                                                        |
| 17                                 | Eszperantó utca                       | 21 | 8.3 km  | B, C, G, H, N, T 805, 812, 814, 817, 819, 836, 837, 845, 846, 847 |
| 18                                 | Erzsébet királyné utca                | 22 | 8.7 km  | B, C, D, E, G, H, N, T 800, 803, 804, 805, 808, 809, 812, 819, 823, 824, 825, 836, 837, 845, 846, 847, 852, 853, 854, 880                                                                             |
| 19                                 | Baross Gábor utca                     | 23 | 9.0 km  | B, C, D, G, H, N, P, T 803, 804, 805, 809, 812, 819, 823, 824, 825, 836, 837, 845, 846, 847, 852, 853, 854, 862, 863                                                                                  |
| 20                                 | Vasútállomás végállomás               | 24 | 9.4 km  | B, C, D, E, G, H, N, P, T, V 223, 1721, 1784, 1853 800, 802, 803, 804, 805, 808, 809, 812, 819, 822, 823, 824, 825, 836, 837, 845, 846, 847, 852, 853, 854, 862, 863, 880 Esztergom > S72 G72 Z72 S74 |
| 21                                 | Galagonyás út (Tesco)                 | 31 | 10.2 km | B, P 862, 863 |
| 22                                 | Bevásárlóközpontok                    | 32 | 10.5 km | B, P 862, 863 |
| 23                                 | Dobogókői út                          | 33 | 10.9 km | B, P 862, 863 |
| 24                                 | Diósvölgyi elágazás                   | 34 | 11.3 km | B, P 862, 863 |
| 25                                 | Rubik Ernő utca                       | 35 | 12.1 km | B, P |
| 26                                 | Sátorkői utca                         | 39 | 15.5 km | B, C, G, H, V 805, 836, 837, 845, 846, 847 |
| 27                                 | Kassai utca                           | 40 | 15.8 km | B, C, D, G, H, V 800, 802, 803, 804, 805, 808, 809, 822, 823, 824, 825, 836, 837, 845, 846, 847, 852, 853 1721, 1784, 1853                                                                            |
| 28                                 | Kertváros                             | 41 | 16.4 km | B, C, D, G, H, V 800, 802, 803, 804, 805, 808, 809, 822, 823, 824, 825, 836, 837, 845, 846, 847, 852, 853                                                                                             |
| 29                                 | Kertváros vasútállomás                | 42 | 17.1 km | B, C Esztergom-Kertváros > S72 G72 Z72 S74 |
| 30                                 | Kenyérmező végállomás                 | 43 | 17.6 km | B, C |